# Юснан
Ю́снан (швед. Ljusnan, от др.-сканд. Lusn — свет) — река в Швеции. Исток в Скандинавских горах на границе с Норвегией. Впадает в Ботнический залив Балтийского моря. Длина реки — 430 км. Площадь водосборного бассейна — 19820 км².
На реке много порогов и водопадов. Питание преимущественно снеговое. Замерзает на 6—7 месяцев. Используется для сплава леса. На реке установлено 18 небольших ГЭС.